# Florida West International Airways
 (septembre 2019).
Florida West International Airways, filiale d'Atlas Air Worldwide Holdings, était une compagnie aérienne de fret basée à l'aéroport international de Miami. Elle exploitait des services réguliers et charters dans le monde entier, avec ses principaux marchés en Amérique latine, dans les Caraïbes et aux États-Unis.

## Sources
- (en) Cet article est partiellement ou en totalité issu de l’article de Wikipédia en anglais intitulé « Florida West International Airways » (voir la liste des auteurs).